# Sadabad
Sadabad és una ciutat i nagar panchayat al districte de Mahamaya Nagar a Uttar Pradesh a la riba del Jhirna. Constava al cens del 2001 amb una població de 31.737 habitants; el 1881 tenia 3.295 habitants. Inclou algun temple hindú i una notable mesquita musulmana.

## Història
Fou fundada pel visir Sadullah Khan, ministre de l'emperador Shah Jahan a la primera meitat del segle xvii. Annexionada pels britànics el 1803 va esdevenir capital del districte de Sadabad fins que el 1832 fou abolit i es va formar el districte de Muttra o Mathura. El fort d'Himmat Bahadur és una edificació considerable amb una rasa fonda i poderoses muralles. El 1857 fou atacada pels rebels jats però foren rebutjats, després de causar 7 baixes; el rajput que la va defensar va rebre un poble al districte d'Aligarh com a recompensa; dos jats rebels foren penjats.